# Norwegian Pearl
Norwegian Pearl  – wycieczkowy statek pasażerski należący do floty Norwegian Cruise Line. Został zbudowany w stoczni Meyer Werft w Papenburg, Niemcy. Konstrukcja rozpoczęła się 3 października 2005. Statek opuścił suchy dok 15 października 2006, natomiast przekazanie inwestorowi do użytkowania odbyło się 28 listopada 2006 w Eemshaven w Holandii. Ceremonia nadania imienia odbyła się 16 grudnia 2006 w Miami, a matką chrzestną jest amerykańska aktorka Rosie O’Donnell.

## Trasy rejsów
W okresie letnim Pearl najczęściej pływa z Seattle, lub z Vancouver, w rejon Alaski (Inside Passage), odwiedzając Juneau, Skagway i Ketchikan.
W okresie zimowym Pearl pływa z Miami na Karaiby południowe, często odwiedzając Kanał Panamski.

## Galeria

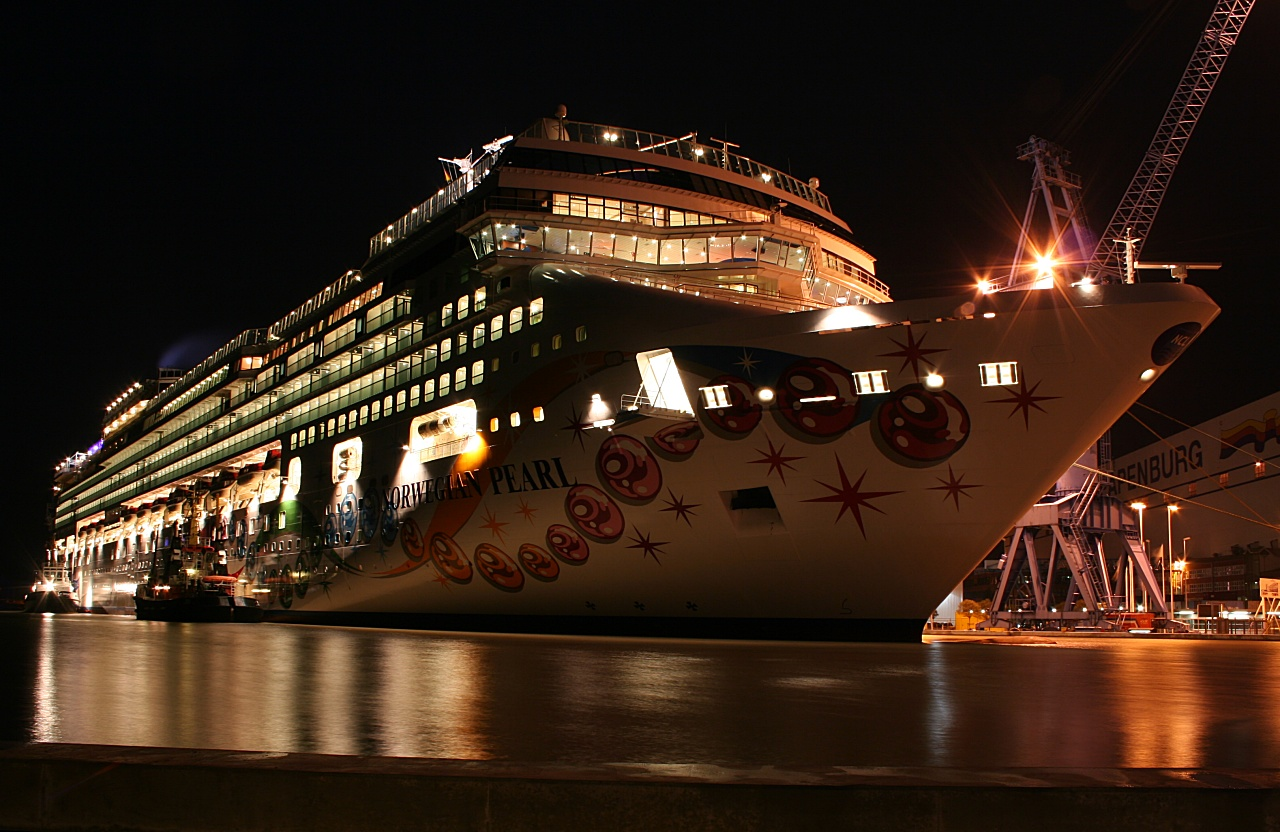
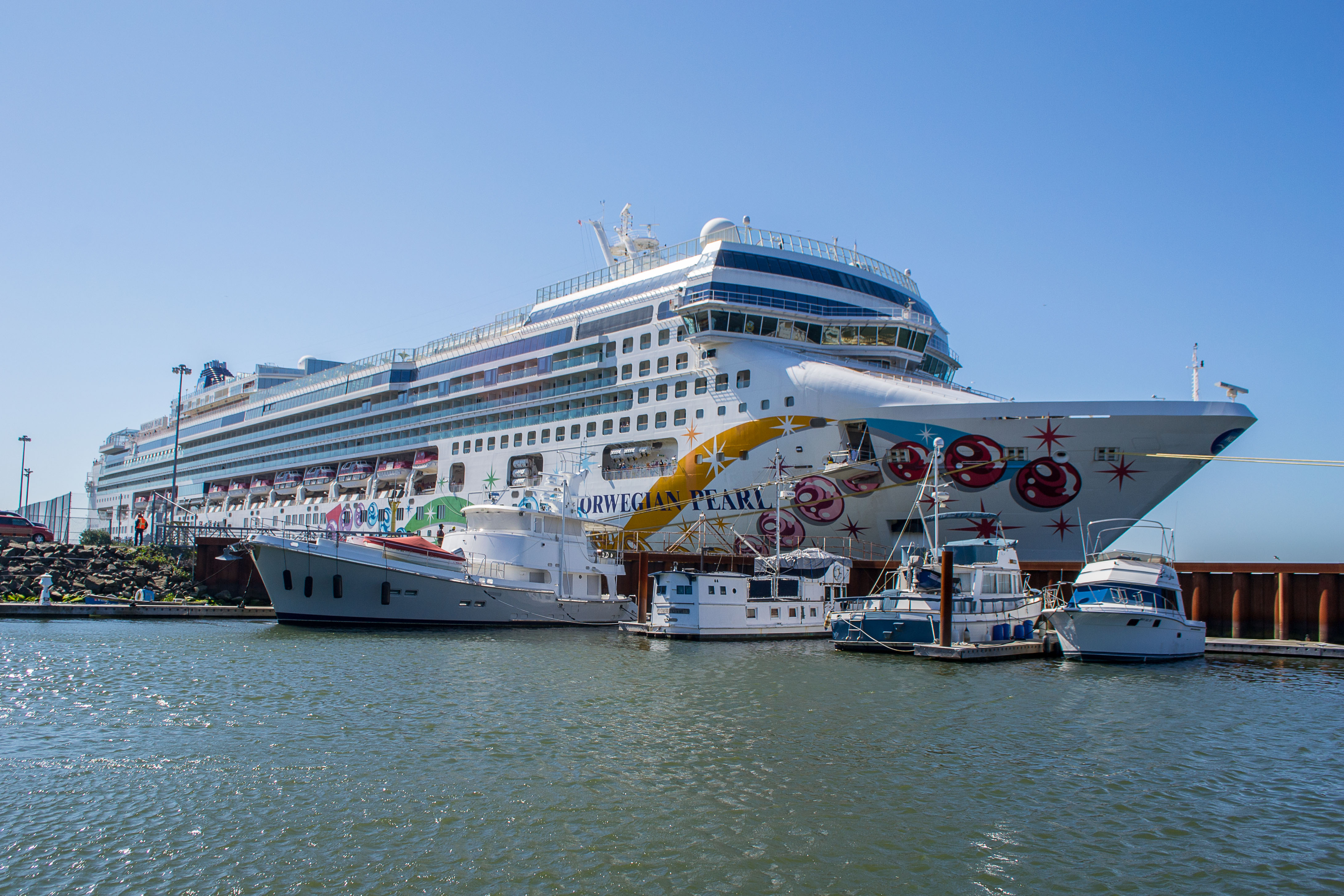
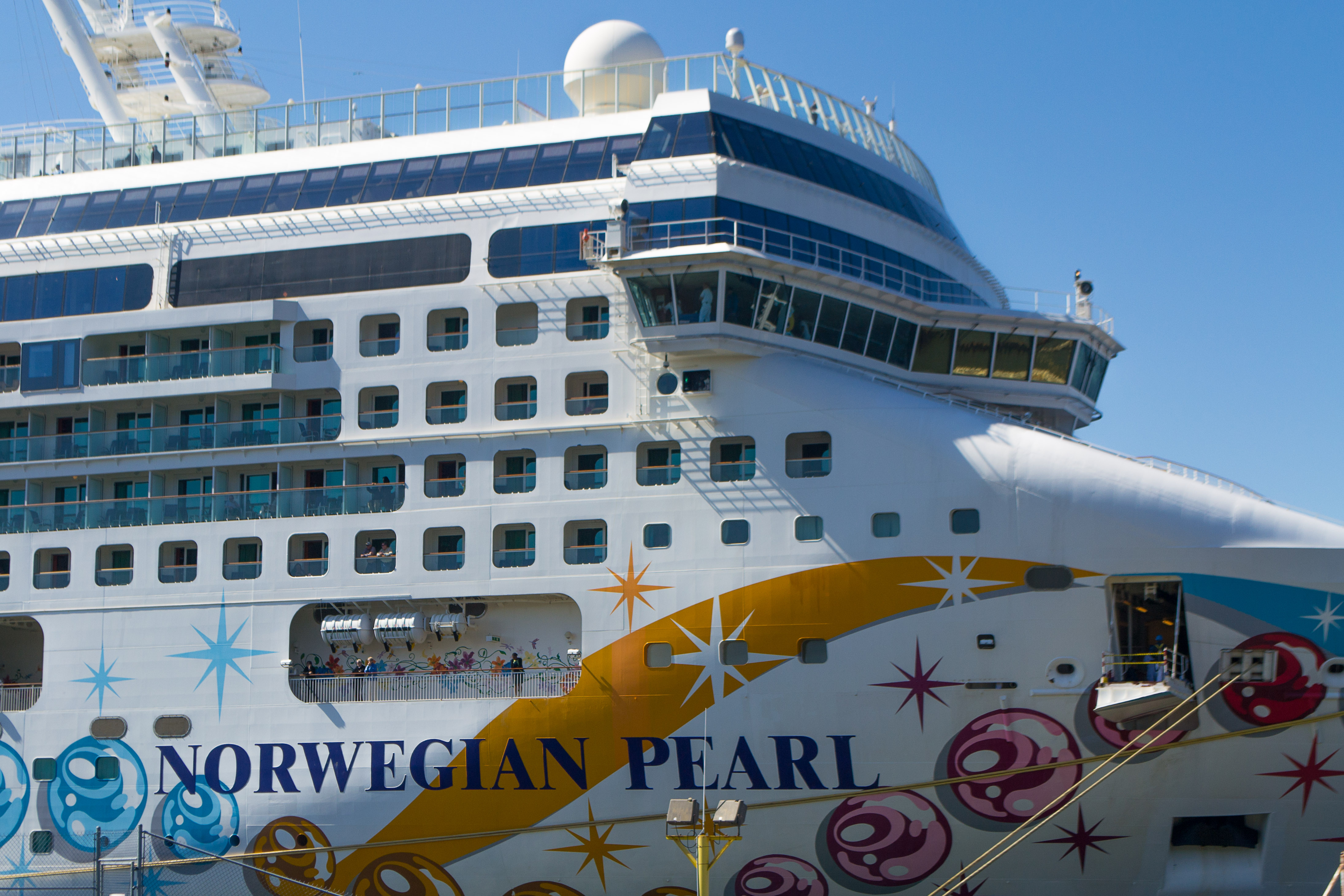
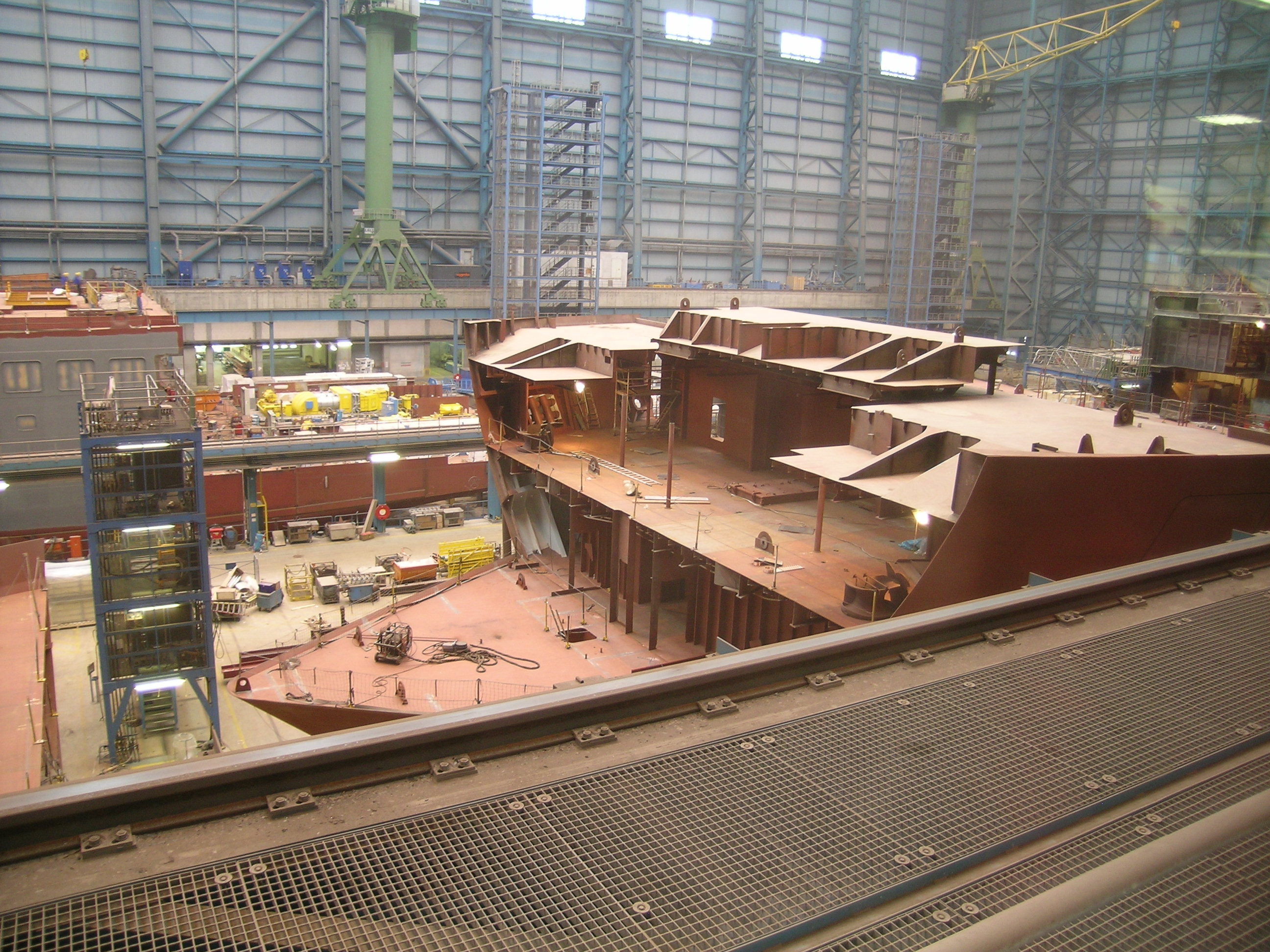